# Vasco Errani

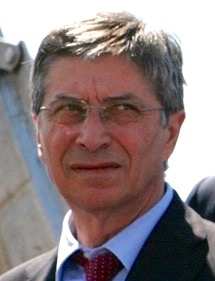
Vasco Errani (2011)

Vasco Errani (* 17. Mai 1955 in Massa Lombarda, Emilia-Romagna) ist ein italienischer Politiker (PCI, (P)DS, PD, Art.1-MDP). Von 1999 bis 2014 war er Präsident der Region Emilia-Romagna.

## Werdegang
Errani absolvierte das naturwissenschaftliche Gymnasium in Lugo und begann anschließend ein Studium in den Fächern Literatur und Philosophie. 
Als Mitglied der Kommunistischen Partei Italiens (PCI) bzw. später der Demokratischen Linkspartei (PDS) saß er von 1983 bis 1995 im Stadtrat von Ravenna, er übernahm dort auch leitende Funktionen. 1995 zog er als Vertreter der PDS in das Regionalparlament der Emilia-Romagna ein. 1997 übernahm er als Regionalminister das Ressort für Tourismus. 
Er behielt dieses Amt, als er 1999 erstmals zum Regionalpräsidenten gewählt wurde. Bei der ersten Direktwahl des Präsidenten im folgenden Jahr wurde er von den Wählern mit über 56 Prozent der Stimmen im Amt bestätigt. Bei den Wahlen im Jahr 2005 erhielt er fast 63 Prozent der Stimmen, 2010 wurde er (inzwischen als Mitglied der Partito Democratico) mit rund 52 Prozent wiedergewählt. Vasco Errani war damit zum Ende seiner Amtszeit der dienstälteste amtierende Präsident einer italienischen Region. 2000 wurde er zum stellvertretenden Vorsitzenden der Konferenz der italienischen Regionalpräsidenten gewählt, 2005 zu deren Vorsitzendem; 2010 wurde er als Vorsitzender bestätigt. 2014 trat er wegen eines Skandals von seinen Ämtern zurück.
Im Februar 2017 trat Errani aus der PD aus und beteiligte sich an der Gründung der Partei Articolo 1 – Movimento Democratico e Progressista. Auf der linken Liste Liberi e Uguali wurde er 2018 in den italienischen Senat gewählt.